# SHIRARAHAMA LIGHT PARADE
SHIRARAHAMA Light Parade（白良浜ライトパレード）は和歌山県白浜町のシンボル白良浜をライトアップするプロジェクト。2023年より開催。

## 概要
白良浜の延長620mにわたる白い砂浜が光と音で彩られ幻想的な空間になるライトアップ。このイベントは光のインフラのもとに様々なアイデアを出し合い、実現することで、和歌山の地域課題の解決や地域活性化を図ることを目的としている。費用は協賛企業からの協賛金でまかなわれる。

## 沿革
2023年　初開催「光でつなぐ和歌山プロジェクト」の1つ。他にけやきライトパレード、フェスタ・ルーチェライトパレードがある。

## イベント
- ハロウィンナイト

スタンプラリー、ダンスイベント、仮装コンテストなど。
- 第3回白良浜deひらひらTシャツアート展

しらひらバリアフリーアート実行委員会主催の「福祉×アート×観光」のバリアフリーアートイベント
- アカペラコンサート

人気女性アカペラグループ「Queen's Tears Honey・クイーンズ ティアーズ ハニー」のライブコサート
- 第28回南紀白浜カウントダウン花火

SDGs達成に向けた取組事例25個アクションの中から、市民等による3,796票の投票によって「ベスト　SDGsアクション」が選ばれる
- Light up! MARCHE

白浜町しららはまゆう公園にてアドベンチャーワールド内のグルメや白浜名産の食事、フィンランド発　祥のスポーツ「モルック」などを体験できる。
- 白良浜町内のライトアップ

## 開催日時
2023年10月28日（土）～翌2024年2月29日（木）

## 開催場所
和歌山県西牟婁郡白浜町の白良浜

## 運営
- 運営：白良浜ライトパレード実行委員会（白浜町、白浜町商工会、白浜温泉旅館協同組合、南紀白浜観光協会）
- 協賛：アドベンチャーワールド
- 協力：アドベンチャーワールド、白浜町内の店舗、宿泊施設
- 演出：フェスタ・ルーチェ実行委員会
- プロデュース：株式会社タカショーデジテック（和歌山）

## 付随するイベント
- フェスタ・ルーチェin和歌山マリーナシティ
- けやきライトパレード